# Exposimètre

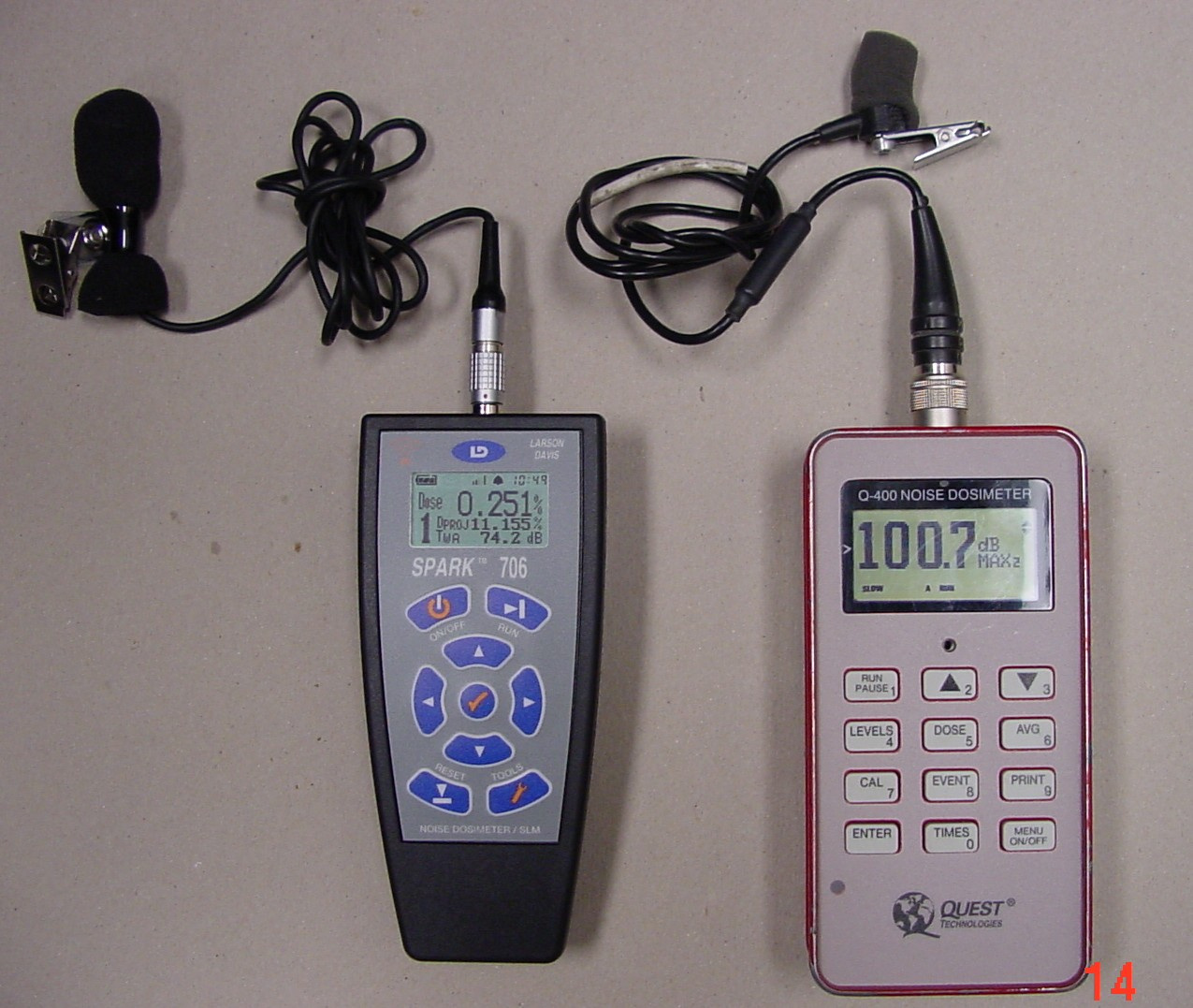
Exposimètres.

Un dosimètre de bruit  (terme américain) ou exposimètre (terme parfois utilisé en français) est un sonomètre d’un type particulier spécialement destiné à mesurer l'exposition au bruit d'un salarié travaillant en ambiance bruyante et fournir comme résultat une mesure intégrée sur une certaine période de temps, habituellement pour se conformer à des règlements en matière de santé et de sécurité telles que la directive 2003/10/CE, ou son équivalent américain, la norme de l’Occupational Safety and Health Administration(OSHA).

## Histoire
Les premiers dosimètres ont été conçus vers 1969 à la demande de l'américan Walsh-Healey Act (50-204.10). La règlementation découlant de cette législation fixait des limites légales pour la "quantité" de bruit acceptable pour les travailleurs exposés. Cette loi a été suivie de l’Occupational Safety and Health Act de l’OSHA de 1970, qui a été adopté par le Congrès des États-Unis et est entré en vigueur en avril 1971. Le texte intégral de cette loi peut être consulté dans le Code of Federal Regulations, Titre 29, Chapitre XVII, Part 1910.
Il a été reconnu que l'effet cumulatif de l'exposition au bruit était une des principales causes de lésions auditives pour les salariés de l’industrie. Si l’on savait que l’atteinte auditive était proportionnelle à la fois au niveau de pression acoustique et au temps d’exposition, la relation exacte entre le niveau de bruit, pondéré par le temps d'exposition et la baisse de l’audition restait mal comprise.
Les limites d'exposition au bruit de l’OSHA, avec le recul, sont maintenant largement discréditées en dehors des États-Unis, mais à l'époque ils étaient les meilleures dont l’on disposait, et elles ont constitué un premier pas essentiel dans la protection contre le risque de surdité par traumatisme sonore. C’était une réglementation révolutionnaire qui reflétait le niveau des connaissances en acoustique de l’époque.
La loi de 1970 et le règlement de l'Occupational Safety and Health Administration (OSHA) qui l'a suivi, fixait les doses de bruit autorisées en fonction du temps d’exposition suivant les chiffres figurant au tableau 1.
| Durée d'exposition par jour - en heures | Niveau sonore en pondération A - dB (A) |
| --------------------------------------- | --------------------------------------- |
| 8                                       | 90                                      |
| 6                                       | 92                                      |
| 4                                       | 95                                      |
| 3                                       | 97                                      |
| 2                                       | 100                                     |
| 1.5                                     | 102                                     |
| 1                                       | 105                                     |
| 1/2                                     | 110                                     |
| 1/4 ou moins                            | 115                                     |

Tableau 1, niveaux d'exposition au bruit autorisés par l'OSHA 
Lorsque cette réglementation a été adoptée, la mesure du niveau sonore était mal comprise et seule une poignée de fabricants fournissait le matériel approprié pour une utilisation dans le monde entier. La loi a conduit à une augmentation considérable du nombre de fournisseurs de sonomètres et de dosimètres, environ 30 marques différentes sont apparues, surtout aux États-Unis, ainsi que quelques-unes au Royaume-Uni. Aujourd'hui, la plupart de ces sociétés ont cessé toute activité commerciale, laissant une fois de plus le marché mondial aux mains d’une poignée de fabricants de dosimètres de bruit.
Un des instruments représentatif du début des années 1970 les dosimètres Dupont sont mentionnés à la figure 1. Cet appareil stockait les données sur une cellule chimique.

## La mesure dubruit industriel
Dans de nombreuses situations, d’exposition au bruit dans l’industrie, un sonomètre classique est un appareil parfaitement adapté pour vérifier la conformité de l’établissement avec la réglementation de l'UE ou de l'OSHA. Si on utilise un sonomètre de classe 2, ou ce que l'on appelait un appareil «type 2», et qu’en tenant compte de l'incertitude de mesure, on ne relève pas un seul niveau sonore dépassant le seuil de 80 dB (A) S, (80 décibels avec pondération fréquentielle A et pondération temporelle S en), dans aucune partie des locaux prise isolément, il est clair que chaque travailleur sera en dessous d'une limite d’exposition quotidienne fixée à  85 dB (A) et il n'est pas nécessaire d'utiliser des appareils de mesure plus sophistiqués. Toutefois, si l'on mesure un niveau sonore supérieur à 85 dB (A) ou si l’on soupçonne que ce niveau peut parfois être atteint, un dosimètre est traditionnellement l’instrument habituellement préconisé - du moins aux États-Unis et dans les pays de sa sphère d'influence.
Des travaux surtout dans le Royaume-Uni et en Allemagne aux environs de 1970, ont démontré que la règle de doublement à 5 dB figurant au tableau 1 ci-dessus et utilisée aux États-Unis ne correspondait pas très bien aux risques de dégâts encourus par l’audition et l'Organisation internationale de normalisation (ISO) a recommandé une « Règle d’égale énergie », où une augmentation du niveau sonore de 3 dB réduit de moitié la durée d'exposition autorisée; une augmentation de 3 dB correspond au doublement de l'énergie sonore mais une augmentation de 6 dB correspond à un doublement de la pression acoustique. Le document de l'ISO se réfère à la même limite de 90 dB (A) pendant 8 heures comme critère de référence, mais ensuite la correspondance entre le temps et le niveau sonore suit les chiffres du tableau 2.
| Durée d'exposition permises | Niveau sonore en dB(A) |
| --------------------------- | ---------------------- |
| 8 h                         | 80                     |
| 4 h                         | 83                     |
| 2                           | 86                     |
| 1 h                         | 89                     |
| 30 min                      | 92                     |
| 15 min                      | 95                     |
| 7,5 min                     | 98                     |
| 56 s                        | 107                    |
| 7 s                         | 116                    |

Comme on le voit, aux États-Unis un travailleur pourrait être exposé à 110 dB pendant 30 minutes, alors que dans tout autre pays où les règles internationales sont en vigueur la durée maximale d’exposition est d'environ 3,8 minutes - une très grande différence aux dépens du travailleur américain qui est moins bien protégé.

## Autres différences dans l’évaluation de l’exposition
Il y avait aussi une différence dans certains pays dans la façon dont étaient traités les niveaux sonores en dessous des 90 dB (A). Certaines autorités estimaient qu'il devait y avoir un seuil à 90 dB (A), de sorte qu'un niveau de 87 dB (A) était considéré comme nul et que le temps d'exposition à des niveaux à 90 dB (A) pouvait être infini, d'autres ont dit que le doublement du temps d’exposition à chaque variation de 3 dB devait continuer en dessous du seuil de danger, si bien qu'à 87 dB (A) l'exposition devait être limitée à 16 heures. D'autres ont même suggéré un seuil qui n'était pas le même que le niveau critique de 90 dB (A), mais un seuil à 87 dB (A).
Parce que les premiers règlements - à la fois américains et internationaux – fixaient une limite de 90 dB (A) pendant 8 heures, on considérait que ce niveau correspondait à  « 100 % de la dose » et de ce fait, de nombreux dosimètres parmi les premiers à avoir été utilisés étaient étalonnés, en termes de "pourcentage de la dose maximale". Cela était simple à comprendre mais en fait très trompeur. Manifestement la dose '100 %' n’était pas la même aux États-Unis et dans le reste du monde, sauf dans le cas particulier d'un niveau à 90 dB (A), mais il a fallu du temps avant qu'on  se rende compte qu'il était impossible de convertir une dose en pourcentage mesurée selon les règles de l'OSHA en une dose correspondant aux règles ISO d’égale énergie. En effet, jusqu'en 1974, le journal Américain de l'International Congress on Acoustics de Londres a essayé de prouver qu'on pouvait faire une conversion, mais sa démonstration comportait une importante erreur de calcul.
Une complication supplémentaire est venue du fait que l'US Air Force, pour tenter d'améliorer la protection de la santé de son personnel, utilisait encore une autre règle de doublement puisqu’elle consistait à diviser par deux le temps d’exposition à chaque augmentation de 4 dB, mais en commençant toujours à partir de 90 dB (A).
Les tableaux 1 et 2 indiquent les durées d'exposition autorisées pour les différents niveaux sonores, basées toutes les deux sur la pondération A, mais il existe d'autres différences plus complexes. Les règles de l'OSHA recommandaient l’utilisation d’un Sonomètre intégrateur avec une pondération temporelle S (appelée à l'origine constante Slow Time) telle qu’elle est fournie par la sortie dc d'un sonomètre classique, tandis que les autres organismes ont basé leurs règles sur une moyenne linéaire de pression acoustique par mètre carré, par exemple la mesure de l’exposition au bruit en Pa 2 h. Ces deux systèmes possèdent des sorties de détecteur radicalement différentes, la différence étant fonction de la nature du bruit, et les deux méthodes sont incompatibles, bien que la tolérance de l’instrument peut masquer la différence dans certains cas.
Enfin, les normes américaines ANSI ont exigé que le microphone soit calibré par une onde d'incidence aléatoire - c'est-à-dire un son provenant de toutes les directions, alors que les normes internationales font appel à une onde plane unidirectionnelle, ces deux conceptions sont donc, à nouveau, incompatibles.
La seule constante entre ces normes est qu’elles utilisent toutes deux la  pondération fréquentielle A, même si elle a été spécifiée, d’une façon légèrement différente aux États-Unis.

## Différentes préconisations réglementaires
Cela signifie que l'utilisateur doit préciser en application de quelle norme il souhaite utiliser son dosimètre, puisque chaque pays pourrait - et parfois dispose réellement de sa propre législation pour réaliser de telles mesures. Dans chaque région, parfois limitée à de petites populations dans des contrées comme l'Australie-Occidentale, on admet généralement une seule norme légalement applicable qui peut être très différentes de celle d’une contrée adjacente. Bien que ces différences aient été expliquées à l'époque de leur mise en ouvre, les utilisateurs ne sont en général pas suffisamment informés de ces problèmes et cela a abouti à de nombreuses erreurs de mesure.
Les cinq principaux paramètres dans les différentes normes sont les suivants: 
- Seuil
- Niveau critique
- Règle de doublement
- Intégration Exponentielle ou linéaire
- Étalonnage en incidence aléatoire ou directionnelle (frontale)

Il en existe bien sûr d'autres, comme le niveau maximum mesuré une seule fois, le niveau de crête, etc
Afin de réduire les options de l'instrument à fabriquer, certaines sociétés commerciales produisent des unités "universelles" où toutes ces variantes pourraient être sélectionnées par l'utilisateur. Quand la mesure du bruit n'a pas été bien comprise, une telle complexité va clairement à l'encontre de résultats précis et de nombreuses anecdotes rapportent des exemples des énormes erreurs qui en résultent; très peu d'utilisateurs non qualifiés, sont capables de comprendre les questions complexes qui se posent.

## Standards internationaux
L'organisme international qui spécifie les exigences techniques des instruments tels que sonomètres et dosimètres est la Commission électrotechnique internationale (International Electro-technical Commission  ou IEC), basée à Genève, alors que la méthode d’utilisation est normalement précisée par une norme ISO. Cependant, dans certaines régions administratives particulières, des lois locales s’appliquent et l’IEC ainsi que les normes ISO ont seulement le statut de « recommandations », et ainsi des pays pourraient - et de fait - ont leurs propres règles - dont beaucoup sont techniquement défectueuses et, dans certains cas scientifiquement indéfendables. Chaque nouvelle formule réglementaire rendait ainsi la notion de pourcentage de dose plus incompréhensible. La dose « 100 % » était différente selon les pays, mais de nombreux utilisateurs n’arrivaient pas à le comprendre et continuaient à acheter à bas prix des dosimètres construits aux États-Unis d'Amérique où le « 100 % » n'était pas conforme à leur réglementation locale et sous-estimait généralement très largement le niveau d’exposition  au bruit.

## La réduction du niveau autorisé
Durant les années 1980 et 1990 de nombreux travailleurs - emmenés par la Scandinavie – avancèrent l’idée que la limite de '90dBA' pour 8 heures était beaucoup trop élevée et qu’un nombre inacceptable de travailleurs risquaient une atteinte auditive à ces niveaux, aussi le niveau de 85 dB (A) pendant 8 Heures, a été reconnu comme un critère plus sûr. Plus tard, l'UE a même abaissé la limite à un seuil encore plus bas de 80 dB (A) qui existe toujours aujourd'hui, comme indiqué dans "The Control of Noise at Work Regulations 2005" au Royaume-Uni. Ces règlements suivent de près la directive européenne 2003/10/CE, communément appelée directive Agents physiques.
Une complication supplémentaire pour les concepteurs de sonomètre réside dans le fait qu'on s'est rendu compte que d'un seul bruit de crête très élevé peut endommager l'ouïe instantanément, d’où une limite fixée initialement par la Communauté européenne de façon à qu'aucun travailleur ne soit jamais exposé à une pression acoustique de crête de plus de 200 Pa - équivalent à 140 dB ou 20 μ Pa - et que ce niveau devrait être mesurée sans utiliser de pondération fréquentielle. Bien que ce soit une bonne idée, c’était une absurdité patente puisqu'une pression acoustique de 200 Pa pourrait être générée par un train traversant un tunnels, la fermeture d'une porte, etc. En fait chaque jour beaucoup de choses pourraient provoquer une telle onde de pression au-dessous des fréquences audibles capables de provoquer des lésions auditives. Aussi la  pondération fréquentielle C a-t-elle été spécifiée pour mesurer le niveau de crête puisqu’elle possède un spectre de fréquence plat entre 31 Hz et 8 kHz. Toutefois, cette pondération laisse passer une quantité d'énergie importante et une nouvelle pondération fréquentielle Z (zéro) a été précisée par l’IEC 61672: 2003 parce que son spectre de réponse est plat au moins entre 20 Hz et 10 kHz.

## Arrivée du PSEM
Pour tenter de simplifier la situation, dans les années 1980 le Groupe de travail No 4 du Comité technique No 1 de l’IEC, 0 commencé à rédiger une nouvelle norme pour les dosimètres, mais a décidé, pour de nombreuses raisons, de demander qu’un nouveau nom plus long - mais plus parlant - le Personal Sound Exposure Meter (PSEM)  soit utilisé. Le groupe de travail était principalement composé d'ingénieurs chargés de la conception d'instruments de mesure dans des sociétés internationales fabriquant des sonomètres en collaboration avec des chercheurs des différents laboratoires nationaux d’acoustique et quelques universitaires. Le résultat de leurs efforts a été la norme IEC 61252: 1993, la norme actuelle des PSEM. Il tolère des incertitudes de mesure correspondant à celles d’un sonomètre de classe 2 – autrefois type 2 -, mais parce qu'il est destiné à être porté sur le corps, ses caractéristiques directionnelles ont été assouplies.
La mesure qui à la faveur de beaucoup de scientifiques est simplement le niveau d’exposition sonore en pression acoustique au carré par unité de temps, par exemple Pa  2  h, qui est utilisé dans la norme du PSEM et du coup a entraîné la suppression de toutes les diverses options de mesure. Toutefois, pour la législation sur la santé et la sécurité au travail en Europe la mesure qui a été choisie est celle du niveau quotidien d'exposition individuelle au bruit, le LEP, d, qui correspond au LEX, d pour 8h tel qu’il est défini par la norme internationale ISO 1999: 1990 clause 3,6, et exprimé en décibels (A) (pondération fréquentielle A). En termes simples, c'est le niveau d'exposition sonore normalisé exprimé en décibels.

## Utilisation des dosimètres
Les dosimètres ont été conçus à l'origine pour être portés à la ceinture avec un microphone relié au boîtier du dosimètre et fixé sur l'épaule, aussi près que possible de l'oreille. Ces dispositifs étaient portés pendant toute la durée du poste de travail et à la fin de la journée donnaient un résultat exprimé initialement en pourcentage de la dose autorisée, ou dans une autre unité d’exposition sonore. Ces instruments ont été le moyen le plus couramment utilisé pour effectuer les mesures indispensables pour une mise en conformité avec la législation aux États-Unis, mais en Europe, l’utilisation du sonomètre conventionnel a été longtemps préférée. Il y avait de nombreuses raisons à cette pratique, mais en général, en Europe, on se méfiait des dosimètres pour plusieurs raisons, parmi lesquelles on peut énumérer notamment les suivantes :
- Le câble était considéré comme dangereux parce qu’il pouvait être happé par des machines rotatives
- Les dosimètres pouvaient vous dire que le niveau admissible avait été dépassé, mais il ne pouvait pas dire à quel moment cela était arrivé
- Les travailleurs pouvaient falsifier les données très facilement
- Le dispositif était assez volumineux pour influer sur la façon de travailler

Aux États-Unis - où la plupart des premiers appareils ont été fabriqués, ces objections ne semblaient pas présenter beaucoup d'importance.
Pour lever les réticences européennes, les dosimètres sont devenus plus petits et ont commencé à pouvoir stocker les données, où figurait l’historique de l’exposition au bruit, généralement sous forme de Leq courts. Ces données pouvaient être transférées sur un ordinateur personnel pour tracer la courbe précise de l'exposition au bruit chaque minute. La méthode habituellement utilisée permettait de stocker les données sous la forme de Leq courts, un concept français qui a contribué à introduire l’informatique  dans le domaine de l'acoustique. En outre, les dosimètres ont commencé à intégrer un second canal de pondération fréquentielle C qui a permis d’afficher le véritable niveau de crête. Au moment où la norme du PSEM a été publiée, beaucoup de grands fabricants de sonomètres - à la fois en Europe et aux États-Unis ont commercialisé un dosimètre dans leur zone d'influence. Un dosimètre de bruit dit traditionnel est représenté à la figure 2

## Les instruments deXXIesiècle
La percée technologique suivante a eu lien dans le courant des années 1990 lorsque le Department of Trade and Industry du Royaume-Uni a octroyé une subvention SMART à Cirrus Research Plc pour des recherches sur la conception d’un dosimètre  ultra-miniaturisé. Il devait être tellement petit et léger qu'il n'aurait pas d'incidence sur le comportement du travailleur et ne pas posséder de câble de microphone. L'appareil (fig. 3) - le premier véritable dosimètre badge – est un appareil à double canal capable de satisfaire à toutes les exigences de la directive européenne et aussi aux besoins du marché pour le stockage des données. L'appareil ne possède pas d'écran incorporé, ni aucune commande accessible, pour que les travailleurs ne soient pas tentés d’afficher les données et de les «modifier». On a préféré que les données soient transmises à distance et l'appareil contrôlé par une liaison infra-rouge.
Aujourd'hui, ces dispositifs sont disponibles auprès de plusieurs fabricants – disposant en version de base d’une garantie intrinsèque de sécurité pour une utilisation en atmosphère dangereuse. Certains appareils plus sophistiqués possèdent des canaux supplémentaires pour stocker des informations sur l'état de la batterie, des alarmes 'hors de la plage de mesure' et certains sont compatibles à la fois avec les normes de l'OSHA aux États-Unis et avec les règles d'égalité d'énergie de l'UE. D'autres gardent en mémoire l'"Historique des mesures", où le niveau d’exposition est stocké minute par minute pendant toute la durée du poste de travail, ce qui permet aux techniciens de santé et de sécurité de déterminer le moment exact de survenue de tout bruit à haute énergie et peut les aider à en déterminer l’origine.
La plus récente innovation dans la conception des dosimètres de bruit permet une approche multi-point pour évaluer l'exposition sonore quotidienne des travailleurs. Cette approche repose sur le déploiement d'un ensemble de dosimètres équipés d’une liaison sans fil (Bluetooth), reliés à un dispositif portable (PDA) (fig. 4).